# Francisco Fernández de la Cueva

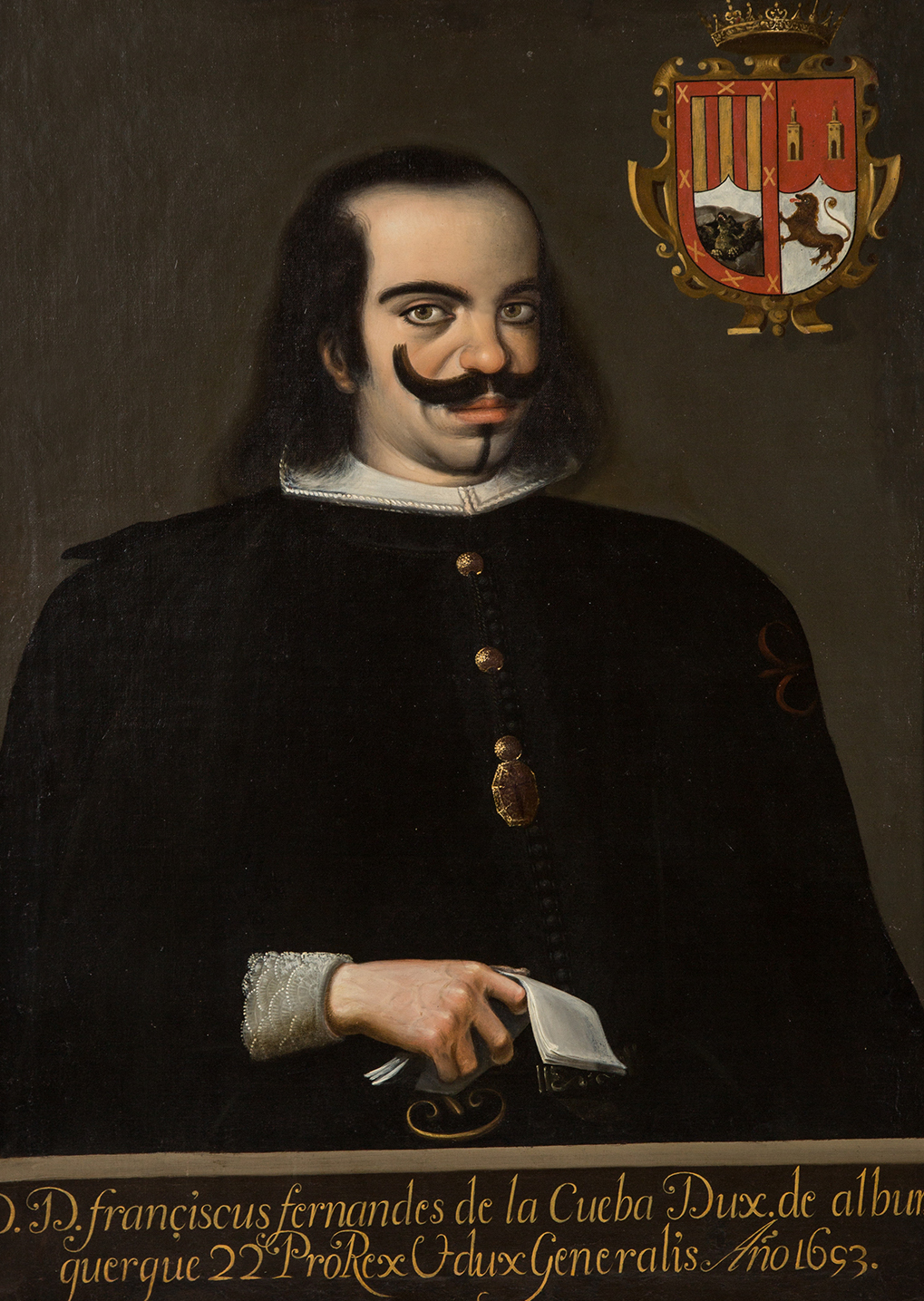
Francisco Fernández de la Cueva, 8. Herzog von Alburquerque

Francisco Fernández de la Cueva y Enríquez, 8. Herzog von Alburquerque, marqués von Cuéllar, (* 1619 in Barcelona, Katalonien, Spanien; † 1676 in Madrid, Spanien) war ein spanischer Offizier und Kolonialverwalter, der als Vizekönig von Neuspanien und als Vizekönig von Sizilien amtierte.

## Leben

### Herkunft und Karriere in Europa
Francisco Fernández de la Cueva entstammte einer Familie aus dem spanischen Hochadel, er war der älteste Sohn des siebten Herzogs (gleichen Namens), der als Botschafter in Rom, Vizekönig von Sizilien und Katalonien und Präsident des Staatsrates eine bedeutende Person am spanischen Hof war. Sein jüngerer Bruder Diego Benavides de la Cueva amtierte als Vizekönig von Peru.
Francisco begann seine militärische Karriere in Diensten der spanischen Krone in Flandern im Frühjahr 1640. König Philipp IV. erhob ihn 1643 zum General der Kavallerie. In der Schlacht bei Rocroi (1643) führte er den Befehl über die spanische Kavallerie. Ende 1644 kehrte er nach Spanien zurück.
Er heiratete am 12. Januar 1645 Juana Francisca de Armendáriz, marquésa de Cadreita. Das Paar hatte keine Kinder.
Francisco erhielt als Kavalleriegeneral den Befehl über die katalanische Armee, bis er 1650 den Oberbefehl über die spanischen Galeeren erhielt.

### Amtszeit als Vizekönig von Neuspanien
Der König berief ihn bald darauf als Vizekönig von Neuspanien. Er hatte dieses Amt von August 1653 bis zum September 1660 inne. Mit 34 Jahren war er bei Amtsantritt der jüngste Vizekönig, den Neuspanien je hatte.
Spanien befand sich im Krieg mit England. Aus seinen militärischen Erfahrungen in Europa wusste Fernández um die Gefahr, die englische Freibeuter für die Häfen in Mexiko bildeten. Er befahl daher, den Hafen von Veracruz zu befestigen. Als die Engländer die bis dahin spanische Karibikinsel Jamaika besetzten, entsandte er ein Expeditionskorps.
Er forcierte den Pazifikhandel mit den spanischen Kolonien in Asien – vor allem mit den Philippinen. Unter seiner Amtszeit wurde die Kathedrale von Mexiko-Stadt vollendet.

### Rückkehr nach Europa, Amtszeit als Vizekönig von Sizilien
1661, nach seiner Rückkehr nach Europa, ernannte ihn der König zum General der Überseeflotte, bis er 1664 zum obersten Befehlshaber aller spanischen Seestreitkräfte ernannt wurde.
1667 übernahm er erneut das Amt des Vizekönigs, diesmal in Sizilien. 1670 wurde er durch die spanische Regentin Maria Anna abgesetzt. Zurück in Madrid erhielt er einen Sitz im Staatsrat und wurde zum obersten Hofmeister des spanischen Königshofes des neuen Königs Karl II. ernannt. In diesen Positionen amtierte er bis zu seinem Tod in Madrid.
Da Francisco Fernández de la Cueva keine eigenen Kinder hatte, erbte sein dritter Bruder Melchor de la Cueva als neunter Herzog seinen Titel und sein Vermögen.
Francisco Fernández de la Cueva wird von einigen Quellen fälschlich mit der Gründung der Stadt Albuquerque im heutigen New Mexico in Verbindung gebracht. Die Stadt wurde jedoch erst 1706 gegründet – unter dem 10. Herzog von Albuquerque.